# アラバマ州知事
アラバマ州知事（英語：Governor of Alabama）は、アメリカ合衆国のアラバマ州の知事である。
給与は11万2895ドル（2009年）。

## 一覧
以下の一覧では、アラバマ準州時代の知事についても記載する。それ以前の期間については、ミシシッピ州知事を参照。

### アラバマ準州知事
| 知事                         | 就任         | 退任           |                                      |
| ---------------------------- | ------------ | -------------- | ------------------------------------ |
| ウィリアム・ワイアット・ビブ | 1817年3月6日 | 1819年12月14日 | ジェームズ・モンロー大統領による任命 |

### アラバマ州知事
| #  | 知事                               | 就任           | 退任           | 政党                     | 副知事                           |
| -- | ---------------------------------- | -------------- | -------------- | ------------------------ | -------------------------------- |
| 1  | ウィリアム・ワイアット・ビブ       | 1819年12月14日 | 1820年7月10日  | 民主共和党 共和党        | なし                             |
| 2  | トーマス・ビブ                     | 1820年7月10日  | 1821年11月9日  | 民主共和党               | なし                             |
| 3  | イズリアル・ピケンズ               | 1821年11月9日  | 1825年11月25日 | 民主共和党               | なし                             |
| 4  | ジョン・マ一フィ一                 | 1825年11月25日 | 1829年11月25日 | 民主党                   | なし                             |
| 5  | ゲイブリエル・ムーア               | 1829年11月25日 | 1831年3月3日   | ジャクソン・デモクラット | なし                             |
| 6  | サミュエル・B・ムーア              | 1831年3月3日   | 1831年11月26日 | 民主党                   | なし                             |
| 7  | ジョン・ゲイル                     | 1831年11月26日 | 1835年11月21日 | 民主党                   | なし                             |
| 8  | クレメント・カマー・クレイ         | 1835年11月21日 | 1837年7月17日  | 民主党                   | なし                             |
| 9  | ヒュー・マクヴェイ                 | 1837年7月17日  | 1837年11月30日 | 民主党                   | なし                             |
| 10 | アーサー・P・バグビー              | 1837年11月30日 | 1841年11月22日 | 民主党                   | なし                             |
| 11 | ベンジャミン・フィッツ・パトリック | 1841年11月22日 | 1845年12月10日 | 民主党                   | なし                             |
| 12 | ジョシュア・L・マーティン          | 1845年12月10日 | 1847年12月16日 | インディペンデント       | なし                             |
| 13 | ルーベン・チャップマン             | 1847年12月16日 | 1849年12月17日 | 民主党                   | なし                             |
| 14 | ヘンリー・W・コリアー              | 1849年12月17日 | 1853年12月20日 | 民主党                   | なし                             |
| 15 | ジョン・A・ウィンストン            | 1853年12月20日 | 1857年12月1日  | 民主党                   | なし                             |
| 16 | アンドルー・B・ムーア              | 1857年12月1日  | 1861年12月2日  | 民主党                   | なし                             |
| 17 | ジョン・ギル・ショーター           | 1861年12月2日  | 1863年12月1日  | 民主党                   | なし                             |
| 18 | トマス・ワッツ                     | 1863年12月1日  | 1865年5月1日   | 民主党                   | なし                             |
| 19 | ルイス・E・パーソンズ              | 1865年6月21日  | 1865年12月13日 | 民主党                   | なし                             |
| 20 | ロバート・M・パットン              | 1865年12月13日 | 1868年7月24日  | 民主党                   | なし                             |
|    | ウェイジャー・スウェーン           | 1867年3月2日   | 1868年7月14日  | 軍政                     | なし                             |
| 21 | ウィリアム・ヒュー・スミス         | 1868年7月24日  | 1870年11月26日 | 共和党                   | なし                             |
| 21 | ウィリアム・ヒュー・スミス         | 1868年7月24日  | 1870年11月26日 | 共和党                   | アンドリュー・J・アップルゲート  |
| 22 | ロバート・B・リンゼイ              | 1870年11月26日 | 1872年11月17日 | 民主党                   | エドワード・H・モーレン          |
| 23 | デイヴィッド・P・ルイス            | 1872年11月17日 | 1874年11月24日 | 共和党                   | アレグザンダー・マッキンストリー |
| 24 | ジョージ・S・ヒューストン          | 1874年11月24日 | 1878年11月28日 | 民主党                   | ロバート・F・リゴン              |
| 24 | ジョージ・S・ヒューストン          | 1874年11月24日 | 1878年11月28日 | 民主党                   | なし                             |
| 25 | ルーファス・W・コブ                | 1878年11月28日 | 1882年12月1日  | 民主党                   | なし                             |
| 26 | エドワード・A・オニール            | 1882年12月1日  | 1886年12月1日  | 民主党                   | なし                             |
| 27 | トーマス・シーイ                   | 1886年12月1日  | 1890年12月1日  | 民主党                   | なし                             |
| 28 | トーマス・G・ジョーンズ            | 1890年12月1日  | 1894年12月1日  | 民主党                   | なし                             |
| 29 | ウィリアム・C・オーツ              | 1894年12月1日  | 1896年12月1日  | 民主党                   | なし                             |
| 30 | ジョーゼフ・F・ジョンストン        | 1896年12月1日  | 1900年12月1日  | 民主党                   | なし                             |
|    | ウィリアム・D・ジェルクス          | 1900年12月1日  | 1900年12月26日 | 民主党                   | なし                             |
| 31 | ウィリアム・J・サンフォード        | 1900年12月1日  | 1901年6月11日  | 民主党                   | なし                             |
| 32 | ウィリアム・D・ジェルクス          | 1901年6月11日  | 1907年1月14日  | 民主党                   | なし                             |
| 32 | ウィリアム・D・ジェルクス          | 1901年6月11日  | 1907年1月14日  | 民主党                   | ラッセル・カニンガム             |
|    | ラッセル・カニンガム               | 1904年4月25日  | 1905年3月5日   | 民主党                   | （知事を代行）                   |
| 33 | B・ B・カマー                      | 1907年1月14日  | 1911年1月17日  | 民主党                   | ヘンリー・B・グレー              |
| 34 | エメット・オニール                 | 1911年1月17日  | 1915年1月18日  | 民主党                   | ウォルター・D・シード、シニア    |
| 35 | チャ一ルズ・ヘンダ一ソン           | 1915年1月18日  | 1919年1月20日  | 民主党                   | トーマス・キルビー               |
| 36 | トーマス・キルビー                 | 1919年1月20日  | 1923年1月15日  | 民主党                   | ネイサン・リー・ミラー           |
| 37 | ウィリアム・W・ブランドン          | 1923年1月15日  | 1927年1月17日  | 民主党                   | チャールズ・S・マクダウェル      |
|    | チャールズ・S・マクダウェル        | 1924年7月10日  | 1924年7月11日  | 民主党                   | （知事を代行）                   |
| 38 | ビブ・グラーヴ                     | 1927年1月17日  | 1931年1月19日  | 民主党                   | ウィリアム・C・デイヴィス        |
| 39 | ベンジャミン・M・ミラー            | 1931年1月19日  | 1935年1月14日  | 民主党                   | ヒュー・デイヴィス・メリル       |
|    | ビブ・グラーヴ                     | 1935年1月14日  | 1939年1月17日  | 民主党                   | トーマス・E・ナイト              |
| 40 | フランク・M・ディクソン            | 1939年1月17日  | 1943年1月19日  | 民主党                   | アルバート・A・カーマイケル      |
| 41 | ショーンシー・スパークス           | 1943年1月19日  | 1947年1月20日  | 民主党                   | リーヴン・H・エリス              |
| 42 | ジム・フォルサム                   | 1947年1月20日  | 1951年1月15日  | 民主党                   | ジェームズ・C・インザー          |
| 43 | ゴードン・パーソンズ               | 1951年1月15日  | 1955年1月17日  | 民主党                   | ジェ一ムズ・アレン               |
|    | ジム・フォルサム                   | 1955年1月17日  | 1959年1月19日  | 民主党                   | ウィリアム・G・ハードウィック    |
| 44 | ジョン・マルコム・パターソン       | 1959年1月19日  | 1963年1月14日  | 民主党                   | アルバート・バウトウェル         |
| 45 | ジョージ・ウォレス                 | 1963年1月14日  | 1967年1月16日  | 民主党                   | ジェームズ・アレン               |
| 46 | ラーリーン・ウォレス               | 1967年1月16日  | 1968年5月7日   | 民主党                   | アルバート・ブリューワー         |
| 47 | アルバート・ブリューワー           | 1968年5月7日   | 1971年1月18日  | 民主党                   | 空席                             |
|    | ジョージ・ウォレス                 | 1971年1月18日  | 1979年1月15日  | 民主党                   | ジェア・ビーズリー               |
|    | ジェア・ビーズリー                 | 1972年6月5日   | 1972年7月7日   | 民主党                   | （知事を代行）                   |
| 48 | フォブ・ジェームス                 | 1979年1月15日  | 1983年1月17日  | 民主党                   | ジョージ・マクミラン             |
|    | ジョージ・ウォレス                 | 1983年1月17日  | 1987年1月19日  | 民主党                   | ビル・バックスリー               |
| 49 | H・ガイ・ハント                    | 1987年1月19日  | 1993年4月22日  | 共和党                   | ジム・フォルソム・ジュニア       |
| 50 | ジム・フォルソム・ジュニア         | 1993年4月22日  | 1995年1月16日  | 民主党                   | 空席                             |
|    | フォブ・ジェームス                 | 1995年1月16日  | 1999年1月18日  | 共和党                   | ドン・シーゲルマン               |
| 51 | ドン・シーゲルマン                 | 1999年1月18日  | 2003年1月20日  | 民主党                   | スティーヴ・ウィンダム           |
| 52 | ボブ・ライリー                     | 2003年1月20日  | 2011年1月17日  | 共和党                   | ルーシー・バックスレイ           |
| 52 | ボブ・ライリー                     | 2003年1月20日  | 2011年1月17日  | 共和党                   | ジム・フォルサム・ジュニア       |
| 53 | ロバート・ジュリアン・ベントレー   | 2011年1月17日  | 2017年4月10日  | 共和党                   | ケイ・アイヴィー                 |
| 54 | ケイ・アイヴィー                   | 2017年4月10日  | 現職           | 共和党                   |                                  |